# Charles François Philippe de Charnières
Charles François Philippe de Charnières (château de Preuil, Nueil-sous-Passavant, 1er août 1740–en mer 11 février 1780), est un officier de marine, cartographe et astronome français.

## Biographie
Membre de la famille de Charnières, page du duc de Penthièvre, il incorpore les gardes-marine en octobre 1756 et voyage sur le Formidable sous les ordres de Dubois de La Motte en escadre à Louisbourg (1757). 
En 1758, il passe sur le Capricieux et est fait prisonnier lors de la capitulation de Louisbourg le 28 juillet 1758. Libéré en septembre, il sert sur le Soleil Royal et participe sur ce navire à la bataille des Cardinaux (20 novembre 1759). 
Promu enseigne de vaisseau en mai 1763, il prend part à une campagne en Martinique sur le Sceptre, puis à Saint-Domingue sur la Sensible (1767). Il est nommé lieutenant de vaisseau en août ; ses recherches en astronomie lui permettent en 1769 d'entrer à l'Académie de marine. 
En 1773, il voyage aux terres australes avec Kerguelen sur le Roland et revient en 1774. Malade, il quitte le service en mars 1775. 
Rappelé en décembre 1779, il fait partie de l'escadre de Guichen sur l'Indien mais meurt en mer le 11 février 1780. Le 5 avril 1780, il est nommé capitaine de vaisseau à titre posthume. 

## Contribution
Charnières est l'inventeur du mégamètre, une lunette astronomique permettant de mesurer jusqu'aux angles de 20° ; il faut éviter la confusion avec le mégamètre, un million de mètres.

## Œuvres

### Écrits
- Traité des évolutions navales, 1762
- Mémoire sur l’observation des longitudes en mer, publié par ordre du roi, Paris, Imprimerie royale, 1767
- Expériences sur les longitudes, faites à la mer en 1767 et 1768, publiées par ordre du roi, Paris, Imprimerie royale, 1768
- Théorie et pratique des longitudes en mer, publiées par ordre du roi, Paris, Imprimerie royale, 1772

### Cartes
- Cartes en ligne sur Gallica